# 마이클 록우드
마이클 딘 록우드(영어: Michael Dean Lockwood, 1961년 5월 22일 ~ )는 미국의 기타리스트이자 프로듀서이다. 그는 리사 마리 프레슬리와 결혼한 것과 그녀, 에이미 맨, 피오나 애플 등과 함께 프로듀싱하고 공연한 것으로 가장 잘 알려져 있다.